# アピサイ・ドモライライ
アピサイ・ドモライライ（Apisai Domolailai、1989年4月16日 - ）は、フィジーのラグビー選手。

## プロフィール
- フィジー出身。
- ポジションはフランカー(FL)。
- 身長 192cm、体重 98kg
- U20フィジー代表に選ばれたことがある[1]。

## 略歴
2016年、リオ五輪の7人制フィジー代表に選ばれ金メダルを獲得。